# Philoponella cymbiformis
Philoponella cymbiformis là một loài nhện trong họ Uloboridae.
Loài này thuộc chi Philoponella. Philoponella cymbiformis được miêu tả năm 1997 bởi Xie et al..